# Tiberiu Bărbulețiu
Tiberiu Bărbulețiu (ur. 1 grudnia 1963 w Blaju) – rumuński polityk i inżynier, były poseł, w 2007 deputowany do Parlamentu Europejskiego.

## Życiorys
Ukończył w 1988 studia z zakresu technologii transportu w Instytucie Politechnicznym w Bukareszcie. W 2004 obronił doktorat z ekonomii na Akademii Studiów Ekonomicznych w Bukareszcie.
Pracował jako inżynier w różnych przedsiębiorstwach w Timișoarze i Bukareszcie. W latach 90. był kierownikiem biura podróży i dyrektorem spółek handlowych. Od 2001 był członkiem władz okręgowych Partii Narodowo-Liberalnej w Albie. Pełnił funkcję doradcy w parlamencie, a w latach 2004–2008 zasiadał w Izbie Deputowanych.
Po przystąpieniu Rumunii do Unii Europejskiej 1 stycznia 2007 objął mandat eurodeputowanego jako przedstawiciel PNL w delegacji krajowej. Został członkiem grupy Porozumienia Liberałów i Demokratów na rzecz Europy oraz Komisji Rozwoju Regionalnego. Z PE odszedł 9 grudnia 2007, kiedy to w Europarlamencie zasiedli deputowani wybrani w wyborach powszechnych.